# فرودگاه بین‌المللی لیمون
فرودگاه بین‌المللی لیمون (به انگلیسی: Limón International Airport) (به زبان بومی: Aeropuerto Internacional de Limón) یک فرودگاه همگانی با کد یاتا LIO است که یک باند فرود آسفالت دارد و طول باند آن ۱۸۰۰ متر است. این فرودگاه در کشور کاستاریکا قرار دارد و در ارتفاع ۲ متری از سطح دریا واقع شده‌است.

## شرکت‌های هواپیمایی و مقصدهای پروازی
| شرکت‌های هواپیمایی | مقصدهای پروازی           |
| ----------------- | ------------------------ |
| سانسا ایرلاینز    | خوآن سانتاماریا، ترتوگرو |
| ناتوره ایر        | خوآن سانتاماریا، ترتوگرو |